# Škola (Možděnice)
Roubená přízemní budova vesnické jednotřídní školy postavená v roce 1814 se nalézá ve vesnici Možděnice, místní části obce Vysočina v okrese Chrudim u místní komunikace vedoucí spolu se žlutou turistickou značkou do vesnice Zubří. Roubená budova školy je od roku 1958 chráněna jako kulturní památka.

## Historie
Přízemní roubená budova školy v Možděnicích byla postavena v roce 1814 nákladem místních občanů. Roubená budova představuje typickou ukázku vesnické jednotřídní školy z první poloviny 19. století se zachovalým základním členěním a konstrukcí.

## Popis
Vstup do objektu školy je ze silnice vchodem do síně procházející až na dvorek. Ze síně je vlevo vstup do jediné školní třídy nacházející se v roubené části budovy v průčelí. Třída je osvětlena čtyřtabulkovými, téměř čtvercovými okny, dvěma v průčelí a jedním ze strany silnice. Vpravo od síně se nachází bývalý byt učitele, který se skládal ze světničky, komory a hospodářského příslušenství. Tato část je již zděná.
Přízemní budova školy má sedlovou střechu, původní šindelová krytina byla v první polovině 20. století nahrazena eternitovými šablonami. Nad průčelím budovy se nalézá okosená polovalba s bedněným štítem se svisle pobíjenými prkny, který je opatřen kruhovými otvory k větrání a přisvětlení půdy. Při opravě budovy v roce 2016 byly vyměněny nejpoškozenější trámy, eternitové šablony střešní krytiny a původní šindely nad římsou průčelí byly rovněž nahrazeny šablonami. Před průčelím budovy se nalézá zahrádka opatřená tyčkovým plotem.